# Saison 1940-1941 de la LNH
Saison précédente Saison suivante
La saison 1940-1941 est la 24e saison régulière de la Ligue nationale de hockey. Sept équipes ont joué chacune 48 matchs afin d'accéder aux séries éliminatoires de la Coupe Stanley.

## Saison régulière
Les Americans de New York souffrent de problèmes d'effectif en raison du départ de plusieurs vétérans à la retraite, notamment au sein de la défense apparaissent. À ces problèmes s'ajoutent des soucis financiers de plus en plus préoccupants.
Frank Patrick redresse quant à lui les Canadiens de Montréal en investissant dans le club et en nommant Tommy Gorman à la tête de la franchise et Dick Irvin à la direction de l'équipe. Les deux hommes recrutent alors de nouveaux talents afin d'augmenter le niveau de l'équipe, avec principalement l'arrivée de Johnny Quilty qui remportera le Trophée Calder.

### Classement final
Les six premières équipes sont qualifiées pour les séries éliminatoires.
| Clt   | Équipe                 | PJ | V  | D  | N  | BP  | BC  | Pts |
| ----- | ---------------------- | -- | -- | -- | -- | --- | --- | --- |
| +001, | Bruins de Boston       | 48 | 27 | 8  | 13 | 168 | 102 | 67  |
| +002, | Maple Leafs de Toronto | 48 | 28 | 14 | 6  | 145 | 99  | 62  |
| +003, | Red Wings de Détroit   | 48 | 21 | 16 | 11 | 112 | 102 | 53  |
| +004, | Rangers de New York    | 48 | 21 | 19 | 8  | 143 | 125 | 50  |
| +005, | Black Hawks de Chicago | 48 | 16 | 25 | 7  | 112 | 139 | 39  |
| +006, | Canadiens de Montréal  | 48 | 16 | 26 | 6  | 121 | 147 | 38  |
| +007, | Americans de New York  | 48 | 8  | 29 | 11 | 99  | 186 | 27  |

- Vainqueur du trophée Prince de Galles
- Qualifié pour les séries éliminatoires

### Meilleurs pointeurs
| Joueur         | Équipe              | PJ | B  | A  | Pts | Pun |
| -------------- | ------------------- | -- | -- | -- | --- | --- |
| Bill Cowley    | Boston              | 46 | 17 | 45 | 62  | 16  |
| Syl Apps       | Toronto             | 41 | 20 | 24 | 44  | 6   |
| Gordie Drillon | Toronto             | 42 | 23 | 21 | 44  | 2   |
| Bryan Hextall  | Rangers de New York | 48 | 26 | 18 | 44  | 16  |
| Syd Howe       | Détroit             | 48 | 20 | 24 | 44  | 8   |
| Lynn Patrick   | Rangers de New York | 48 | 20 | 24 | 44  | 12  |

## Tableau récapitulatif
|  | Quarts de finale  | Quarts de finale       | Quarts de finale | Quarts de finale       |                   |                      | Demi-finales                            | Demi-finales                            | Demi-finales                            | Demi-finales                            |  |  | Finale               | Finale               | Finale               | Finale               |
|  |                   |                        |                  |                        |                   |                      |                                         |                                         |                                         |                                         |  |  |                      |                      |                      |                      |
|  |                   |                        |                  |                        |                   |                      | 20, 22, 25, 27, 29 mars, 1er et 3 avril | 20, 22, 25, 27, 29 mars, 1er et 3 avril | 20, 22, 25, 27, 29 mars, 1er et 3 avril | 20, 22, 25, 27, 29 mars, 1er et 3 avril |  |  | 6, 8, 10 et 12 avril | 6, 8, 10 et 12 avril | 6, 8, 10 et 12 avril | 6, 8, 10 et 12 avril |
|  |                   |                        |                  |                        |                   |                      | 20, 22, 25, 27, 29 mars, 1er et 3 avril | 20, 22, 25, 27, 29 mars, 1er et 3 avril | 20, 22, 25, 27, 29 mars, 1er et 3 avril | 20, 22, 25, 27, 29 mars, 1er et 3 avril |  |  | 6, 8, 10 et 12 avril | 6, 8, 10 et 12 avril | 6, 8, 10 et 12 avril | 6, 8, 10 et 12 avril |
|  |                   |                        |                  |                        |                   |                      | 20, 22, 25, 27, 29 mars, 1er et 3 avril | 20, 22, 25, 27, 29 mars, 1er et 3 avril | 20, 22, 25, 27, 29 mars, 1er et 3 avril | 20, 22, 25, 27, 29 mars, 1er et 3 avril |  |  | 6, 8, 10 et 12 avril | 6, 8, 10 et 12 avril | 6, 8, 10 et 12 avril | 6, 8, 10 et 12 avril |
|  |                   |                        |                  |                        |                   |                      | 20, 22, 25, 27, 29 mars, 1er et 3 avril | 20, 22, 25, 27, 29 mars, 1er et 3 avril | 20, 22, 25, 27, 29 mars, 1er et 3 avril | 20, 22, 25, 27, 29 mars, 1er et 3 avril |  |  | 6, 8, 10 et 12 avril | 6, 8, 10 et 12 avril | 6, 8, 10 et 12 avril | 6, 8, 10 et 12 avril |
|  |                   |                        |                  |                        |                   |                      | 20, 22, 25, 27, 29 mars, 1er et 3 avril | 20, 22, 25, 27, 29 mars, 1er et 3 avril | 20, 22, 25, 27, 29 mars, 1er et 3 avril | 20, 22, 25, 27, 29 mars, 1er et 3 avril |  |  | 6, 8, 10 et 12 avril | 6, 8, 10 et 12 avril | 6, 8, 10 et 12 avril | 6, 8, 10 et 12 avril |
|  | 1                 | Bruins de Boston       | 4                | 4                      |                   |                      |                                         |                                         |                                         |                                         |  |  | 6, 8, 10 et 12 avril | 6, 8, 10 et 12 avril | 6, 8, 10 et 12 avril | 6, 8, 10 et 12 avril |
|  | 1                 | Bruins de Boston       | 4                | 4                      |                   |                      |                                         |                                         |                                         |                                         |  |  | 6, 8, 10 et 12 avril | 6, 8, 10 et 12 avril | 6, 8, 10 et 12 avril | 6, 8, 10 et 12 avril |
|  |                   |                        | 2                | Maple Leafs de Toronto | 3                 | 3                    |                                         |                                         |                                         |                                         |  |  | 6, 8, 10 et 12 avril | 6, 8, 10 et 12 avril | 6, 8, 10 et 12 avril | 6, 8, 10 et 12 avril |
|  |                   |                        |                  |                        | 3                 | 3                    |                                         |                                         |                                         |                                         |  |  | 6, 8, 10 et 12 avril | 6, 8, 10 et 12 avril | 6, 8, 10 et 12 avril | 6, 8, 10 et 12 avril |
|  |                   | 27 et 30 mars          |                  |                        |                   |                      |                                         |                                         |                                         |                                         |  |  | 6, 8, 10 et 12 avril | 6, 8, 10 et 12 avril | 6, 8, 10 et 12 avril | 6, 8, 10 et 12 avril |
|  |                   |                        |                  |                        |                   |                      |                                         |                                         |                                         |                                         |  |  | 6, 8, 10 et 12 avril | 6, 8, 10 et 12 avril | 6, 8, 10 et 12 avril | 6, 8, 10 et 12 avril |
|  | 1                 | Bruins de Boston       | 4                | 4                      |                   |                      |                                         |                                         |                                         |                                         |  |  |                      |                      |                      |                      |
|  | 1                 | Bruins de Boston       | 4                | 4                      | 20, 22 et 24 mars |                      |                                         |                                         |                                         |                                         |  |  |                      |                      |                      |                      |
|  |                   |                        | 3                | Red Wings de Détroit   | 0                 | 0                    |                                         |                                         |                                         |                                         |  |  |                      |                      |                      |                      |
|  | 3                 | Red Wings de Détroit   | 3                | Red Wings de Détroit   | 0                 | 0                    | 2                                       | 2                                       |                                         |                                         |  |  |                      |                      |                      |                      |
|  | 3                 | Red Wings de Détroit   |                  |                        |                   |                      |                                         |                                         |                                         |                                         |  |  |                      |                      |                      |                      |
|  | 4                 | Rangers de New York    | 1                | 1                      |                   |                      |                                         |                                         |                                         |                                         |  |  |                      |                      |                      |                      |
|  | 4                 | Rangers de New York    | 1                | 1                      | 3                 | Red Wings de Détroit | 2                                       | 2                                       |                                         |                                         |  |  |                      |                      |                      |                      |
|  | 20, 22 et 25 mars |                        |                  |                        | 3                 | Red Wings de Détroit | 2                                       | 2                                       |                                         |                                         |  |  |                      |                      |                      |                      |
|  |                   |                        | 5                | Black Hawks de Chicago | 0                 | 0                    |                                         |                                         |                                         |                                         |  |  |                      |                      |                      |                      |
|  | 5                 | Black Hawks de Chicago | 5                | Black Hawks de Chicago | 0                 | 0                    | 2                                       | 2                                       |                                         |                                         |  |  |                      |                      |                      |                      |
|  | 5                 | Black Hawks de Chicago |                  |                        |                   |                      |                                         | 2                                       |                                         |                                         |  |  |                      |                      |                      |                      |
|  | 6                 | Canadiens de Montréal  | 1                | 1                      |                   |                      |                                         |                                         |                                         |                                         |  |  |                      |                      |                      |                      |
|  | 6                 | Canadiens de Montréal  | 1                | 1                      |                   |                      |                                         |                                         |                                         |                                         |  |  |                      |                      |                      |                      |
|  |                   |                        |                  |                        |                   |                      |                                         |                                         |                                         |                                         |  |  |                      |                      |                      |                      |

### Finale
Les Bruins gagnent la finale et la Coupe Stanley en quatre matchs.
| 6 avril | Bruins de Boston | 3-2 | Red Wings de Détroit |  |

| 8 avril | Bruins de Boston | 2-1 | Red Wings de Détroit |  |

| 10 avril | Red Wings de Détroit | 2-4 | Bruins de Boston |  |

| 12 avril | Red Wings de Détroit | 1-3 | Bruins de Boston |  |

## Honneurs remis aux joueurs et équipes
| Trophée           | Joueur        | Équipe                 |
| ----------------- | ------------- | ---------------------- |
| Trophée Calder    | Johnny Quilty | Canadiens de Montréal  |
| Trophée Hart      | Bill Cowley   | Bruins de Boston       |
| Trophée Lady Byng | Bobby Bauer   | Bruins de Boston       |
| Trophée Vézina    | Turk Broda    | Maple Leafs de Toronto |

| Trophée                  | Équipe               |
| ------------------------ | -------------------- |
| Trophée Prince de Galles | Bruins de Boston     |
| Trophée O'Brien          | Red Wings de Détroit |
| Coupe Stanley            | Bruins de Boston     |

### Équipes d'étoiles
| Position       | Première équipe  | Première équipe        | Deuxième équipe | Deuxième équipe        |
| Position       | Joueur           | Équipe                 | Joueur          | Équipe                 |
| -------------- | ---------------- | ---------------------- | --------------- | ---------------------- |
| Gardien de but | Turk Broda       | Maple Leafs de Toronto | Frank Brimsek   | Bruins de Boston       |
| Défenseur      | Dit Clapper      | Bruins de Boston       | Ott Heller      | Rangers de New York    |
| Défenseur      | Wally Stanowski  | Maple Leafs de Toronto | Earl Seibert    | Black Hawks de Chicago |
| Ailier gauche  | Sweeney Schriner | Maple Leafs de Toronto | Woody Dumart    | Bruins de Boston       |
| Centre         | Bill Cowley      | Bruins de Boston       | Syl Apps        | Maple Leafs de Toronto |
| Ailier droit   | Bryan Hextall    | Rangers de New York    | Bobby Bauer     | Bruins de Boston       |